# تهدل الجلد
تهدل الجلد (باللاتينية: Chalazoderma، Dermatochalasia)، (بالإنجليزية: Cutis laxa)‏ ويسمى أيضا انحلال النسيج المرن المعمم، أو تمزق النسيج المرن المعمعم،  أو قيلة جلدية ثخينة  هو مجموعة اضطرابات نادرة تصيب النسيج الضام حيث يصبح الجلد غير مرن مرافق بترهلات فضفاضة في طياته.

## الأسباب
في معظم الحالات، يتم توريث تهدل الجلد. راثي المهيمنة مقهورة وX-مرتبط وقد صف بأنه شكل من أشكال المتنحية، ولكن هناك أشكال أخرى في المرضى الذين يعانون من تهدل الجلد، والطفرات في الألياف المرنة التي تتألف منها الأدمة.وقد يكون سبب تهدل الجلد عن طريق الطفرات في الجينات: قد يكون سبب تهدل الجلد عن طريق الطفرات في الجينات التالية: Elastin اليستين،ATP6V0A2، ATP7A،EFEMP2، FBLN5،PYCR1، وقد يكون السبب، هو متلازمة عصبية جلدية ذات صلة في الطفرات في الجينات ALDH18A1 P5CS -. ATP6V0A2,
ATP7A,EFEMP2, FBLN5, and PYCR1.

## الاعراض
يتميز الجلد في هذه الحالة بانه
-مترهل وفضفاض.
- الكثرة في التجاعيد.
-جلد غير مرن.
-الشيخوخة المبكرة.
- المناطق المتضررة من الجلد قد تكون سميكة وداكنة.
-مفاصل فضفاضة (فرط المرونة) بسبب التراخي الرباط ق والوتر. وعندما يكون التهدل شديد في الجلد يمكن أن يؤثر أيضا على الأعضاء الداخلية و. الرئة والقلب (تضيق الرئوي فوق الصمام)، الأمعاء، أو الشرايين وقد يتعرض المريض بجموعة متنوعة من الإعاقات الحادة. مثل، الفتق وتجيب خارجي في المثانة يمكن ملاحظتها أيضا. الإصابة بالصلبة الزرقاء.

## أنطر أيضا
- متلازمة إهلرز دانلوس.
- تشيخ الجلد (osteodysplastica)
- متلازمة القرن القذالي

## وصلات خارجية
- ديرما أطلس 143
- GeneReviews/NCBI/NIH/UW entry on FBLN5-Related Cutis Laxa
- GeneReviews/NCBI/NIH/UW entry on ATP6V0A2-Related Cutis Laxa
- GeneReview/NCBI/NIH/UW entry on EFEMP2-Related Cutis Laxa
- GeneReviews/NIH/NCBI/UW entry on ATP7A-Related Copper Transport Disorders
- Medscape entry on Cutis Laxa